# 삼국사기 (대구광역시 유형문화재 제79호)
삼국사기(三國史記)는 대구광역시 달서구, 계명대학교 동산도서관에 있는 조선시대의 책이다. 2017년 1월 31일 대구광역시의 유형문화재 제79호로 지정되었다.

## 개요
이 책은 고려 인종의 명으로 김부식 등이 편찬한 고구려‧백제‧신라 삼국의 역사서로, 1711년 숙종이 아들로 후에 영조가 되는 연잉군(延礽君, 1694-1776)에게 하사한 내사기(內賜記)가 있어 분명한 간행연도를 알 수 있다. 조선시대 5차례 있었던 삼국사기 간행 중 마지막에 있었던 18세기의 현종실록자(1677년『현종실록』을 인출하기 위해 만든 동활자)로 간행한 책으로 전래본이 비교적 많으나 영조가 소장한 서책이었다는데 중요한 학술적 의의가 있다.

## 참고 자료
- 삼국사기 - 국가유산청 국가유산포털